# 羔羊頌

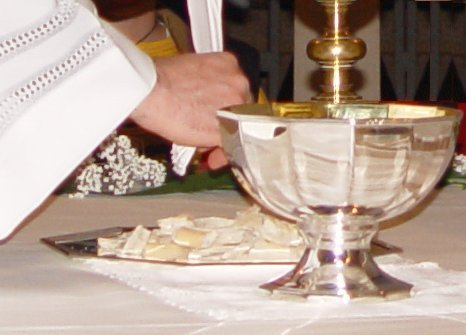
分餅禮之際，｢天主的羔羊」被唱或說出。

《羔羊颂》（拉丁語：Agnus Dei，意为“天主的羔羊”），是天主教會羅馬禮的彌撒、圣公宗和信义宗高派教会的聖餐禮、東儀天主教會的礼拜仪式禮儀中的一部分禮儀中的一部分，在分餅禮同時被唱或說出，被用作祈禱文，內容是崇拜者向天主的羔羊耶穌祈求和平。

## 历史
西元前1500年農曆正月十四日，天主要擊殺所有埃及地的長子，交代梅瑟要吩咐以色列人把羔羊的血塗在門上，滅命的天使看到後就會「逾越」過去。（參閱出谷紀12章）
新約的聖若翰洗者一看到耶穌，立刻想到1500年前舊約描述的那段故事，立刻驚呼:
「看，天主的羔羊，除免世罪者！」（若望福音1:29）
因為耶穌就是那隻被殺的羔羊，他的血可以拯救人脫離天主的審判。
後來據說這是由敘利亞裔教宗塞尔吉乌斯一世（687－701年在位）因拒絕禁止以羔羊描繪基督的特勞拉大公會議（英語：Quinisext Council 或 Council in Trullo）就將這首來自敘利亞基督教呼求天主的羔羊的傳統聖詠加入羅馬禮彌撒。

## 禱文内容
禱文參考自《若望福音》第1章第29节所记载的圣若翰洗者指耶稣为人类的救主、弥赛亚（基督）的话“看，天主的羔羊，除免世罪者!”。
拉丁语禱文如下：
Agnus Dei, qui tollis peccata mundi, miserere nobis.
Agnus Dei, qui tollis peccata mundi, miserere nobis.
Agnus Dei, qui tollis peccata mundi, dona nobis pacem.
聖公會漢譯文：

上帝的羔羊，除去世人罪的主，憐憫我們。
上帝的羔羊，除去世人罪的主，憐憫我們。
上帝的羔羊，除去世人罪的主，賜我們平安。
天主教會漢譯：

除免世罪的天主羔羊，求你垂憐我們。
除免世罪的天主羔羊，求你垂憐我們。
除免世罪的天主羔羊，求你賜給我們平安。
信義會漢譯文：

神的羔羊，你除去世人的罪；憐憫我們。
神的羔羊，你除去世人的罪；憐憫我們。
神的羔羊，你除去世人的罪；賜予我們你的平安，賜予我們你的平安。

## 祷文使用

### 天主教會
在天主教會弥撒中，這支連禱詞會在擘饼和領聖體時念誦吟唱。
在安魂彌撒（Requiem Mass）或喪禮中，會更改為（“賜他們安息”）；則替換為（“賜他們永恆的安息”）。
《若望福音》第1章第29节亦會被原文引用在聖体分發前，神父向會眾展出聖體及唸出：（“請看天主的羔羊，請看除免世罪者，蒙召來赴聖宴的人是有福的。”）

### 圣公宗
在圣公宗传统中，它會由唱詩班或全體會眾在聖餐前或開始時唱誦。 
在聖公會《公祷书》中，《羔羊頌》与《我們的逾越》等被列为擘餅聖歌，會在擘餅及領體時唱誦。

## 音樂作品
《羔羊頌》正如其他的弥撒祈祷经文，被不少作曲家配上音樂，通常會被用作彌撒曲的一部分但亦有被獨立唱頌的場合。較具知名度的作品有塞缪尔·巴伯（1910－1981）將弦樂柔板（Adagio for Strings）改為拉丁語八聲部合唱版本。
Agnus Dei亦是不少音樂作品的曲名，儘管它們並非全部都包含有《羔羊頌》的祈禱文：
- Elliot Goldenthal在好萊塢電影異形3中以氛圍音樂風格編寫的開場，在其原聲帶中以「Agnus Dei」為名。
- 日本飛行模擬電視遊戲Ace Combat 04中，最後一關「巨石（Megalith）」任務的背景音樂配以羔羊頌的祈禱文四聲部合唱，以電子古典風格寫作成，在其原聲帶中此曲命名為「Megalith~Agnus Dei」。

### 引用
1. ↑  参见 "Agnus Dei" （页面存档备份，存于） article from The Catholic Encyclopedia
2. ↑  .   [2016-07-01]. （原始内容存档于2014-06-13）.
3. ↑  《约翰福音》第1章第29节